# Seishiro Shimatani
Seishiro Shimatani (嶋谷 征四郎, Shimatani Seishiro, né le 6 novembre 1938 à Préfecture de Kyoto au Japon) est un footballeur japonais.